# 유예주
유예주(2013년 ~ )는 대한민국의 배우, 모델이다.

## 학력
- 2020년 ~ 서울수명초등학교

## 출연

### 방송

#### 드라마
- 2020년 KBS 2TV 《위험한 약속》 - 어린 한서주 역 (김혜지 아역)

#### 스포츠
- 2014년 KBS N 스포츠 《날아라 슛돌이 6》 - 치어리더 (2014.05.04~2014.07.20)

### 광고
- 2018년 팔도 왕뚜껑 - 캠핑 편
- 2021년 기아 기아 쏘렌토 새로운 시대의 플레이 - 정숙한 하이브리드 편 (With 유준서)
- 2021년 기아 기아 쏘렌토 새로운 시대의 플레이 - 스마트한 아빠 편 (With 유준서)

## 가족 관계
- 언니 : 유민주 (2009년 ~ )
- 오빠 : 유준서 (2011년 4월 5일 ~ )